# Gorf
Gorf es un juego de arcade lanzado en 1981 por Midway Mfg., Cuyo nombre fue anunciado como un acrónimo de "Galactic Orbiting Robot Force". Es un juego tipo Matamarcianos de múltiples misiones con cinco modos de juego distintos, que básicamente son cinco juegos en uno. Es bien conocido por su uso de voz sintetizada, una nueva característica en ese momento.
La característica más notable de Gorf es su discurso robótico sintetizado, impulsado por el chip de voz Votrax. Uno de los primeros juegos que le permiten al jugador comprar vidas adicionales antes de comenzar el juego, Gorf le permite insertar monedas adicionales para comprar hasta siete vidas iniciales.
La plataforma de hardware subyacente para Gorf permitió a los operadores de arcade intercambiar fácilmente los tableros de patrones, CPU y RAM con otros juegos similares, como Wizard of Wor. Solo la lógica del juego y los tableros ROM son específicos para cada juego.

## Jugabilidad
El jugador controla una nave espacial que puede moverse hacia la izquierda, hacia la derecha, hacia arriba y hacia abajo alrededor del tercio inferior de la pantalla. La nave puede disparar un solo disparo (llamado "quark laser" en este juego), que viaja verticalmente hacia arriba en la pantalla. A diferencia de los juegos similares, donde el jugador no puede disparar de nuevo hasta que el tiro existente haya desaparecido, el jugador puede elegir disparar otro tiro en cualquier momento; Si el disparo anterior sigue en pantalla, desaparece.
Gorf consta de cinco "misiones" distintas, cada una con sus propios patrones de enemigos. El objetivo central de cada misión es destruir a todos los enemigos en esa ola, lo que lleva al jugador a la siguiente misión. Completar con éxito las cinco misiones aumentará el rango del jugador y regresará a la primera misión, donde el juego continúa en un nivel de dificultad más alto. El juego continúa hasta que el jugador pierde todas sus vidas.
El jugador puede avanzar a través de las filas de Space Cadet, Space Captain, Space Colonel, Space General, Space Warrior y Space Avenger, con un nivel de dificultad más alto en cada rango. En el camino, una voz robótica interrumpe y amenaza al jugador, a menudo llamando al jugador por su rango actual (por ejemplo, "¡Eres un defensor galáctico, Space Cadet!"). Algunas versiones también muestran el rango actual del jugador a través de una serie de paneles iluminados en el gabinete.
Estas son las misiones:
1. Astro Battles: La primera misión es casi un clon exacto de Space Invaders. Esta es la única misión que no se establece en el espacio, sino más bien contra un fondo azul cielo. Una pequeña fuerza de enemigos (24 en Gorf vs. 55 en Space Invaders) ataca en el patrón clásico establecido por el juego original. El jugador está protegido por un campo de fuerza parabólica brillante que se desgasta gradualmente por el fuego enemigo. El campo de fuerza se apaga temporalmente mientras los disparos del jugador pasan a través de él.
2. Laser Attack: en esta misión, el jugador debe luchar contra dos formaciones de cinco enemigos cada uno. Cada formación contiene tres enemigos amarillos que intentan bombardear al jugador, un arma blanca que dispara un único rayo láser y una versión roja en miniatura del robot Gorf.
3. Galaxians: esta misión es un clon de Galaxian, con las diferencias clave en el número de enemigos (24 en Gorf vs. 46 en Galaxian) y la forma en que los enemigos disparan (bolitas en Gorf, misiles en Galaxian). El juego es de otro modo similar al juego original.
4. Space Warp: la misión 4 coloca al jugador en una especie de agujero de gusano, donde los enemigos vuelan desde el centro de la pantalla e intentan derribar o chocar con la nave del jugador. Es posible disparar tiros enemigos en este nivel.
5. Flag Ship: la nave de bandera está protegida por su propio campo de fuerza (similar al que protege al jugador en la Misión 1), y vuela de un lado a otro y dispara al jugador. Para derrotarlo, el jugador debe atravesar el campo de fuerza y destruir el núcleo de la nave: si se golpea una parte diferente de la nave, el jugador recibe puntos de bonificación y la parte se rompe y vuela en una dirección aleatoria, lo que potencialmente representa un riesgo para el jugador. Si el jugador golpea con éxito el núcleo del Flag Flag, el Flag Ship explota en una exhibición dramática, el jugador avanza al siguiente rango, y el juego continúa en la Misión 1, con la dificultad incrementada.

## Historia
La intención original de Gorf era ser un vínculo con Star Trek: The Motion Picture, pero cuando los diseñadores del juego leyeron el guion de la película, se dieron cuenta de que el concepto no funcionaría como videojuego. La nave del jugador se asemeja a la Enterprise.

## Secuela
Una secuela planeada, Ms. Gorf, nunca fue lanzada. Fue programado en el lenguaje de programación Forth. El código fuente del prototipo es propiedad del programador de Gorf Jamie Fenton. El juego solo existe como código fuente almacenado en un conjunto de disquetes de 8 pulgadas, es difícil de recuperar y requeriría acceso a un entorno de desarrollo que ya no existe para compilarlo en un código de máquina ejecutable.

## Puertos
Gorf fue portado a las consolas de juegos Atari 2600, Atari 5200 y ColecoVision y a la familia Atari de 8 bits, Commodore 64 y VIC-20 en 1982. Debido a problemas de derechos de autor, la misión Galaxians se retiró de todos los puertos. En 2006, recibió un puerto arcade perfecto para el Atari Jaguar CD de 3D Stooges Software.

## Recepción
La versión Atari 2600 del juego recibió un Certificado de mérito en la categoría de "Mejor videojuego de solitario" en la 4.ª entrega anual de los Premios Arkie,: 30  y recibió el premio "Mejor juego audiovisual de 1984" en la 5.º Arkies al año siguiente. En el 5.º Arkies, los jueces señalaron que las versiones de Atari habían superado las versiones de ColecoVision y Commodore 64 del juego, y sugirieron que es la "acción variada" del juego lo que "hace que los jugadores vuelvan una y otra vez".: 28 
Con respecto a la versión VIC-20, Electronic Games escribió que "esta entrada colorida de rápido movimiento es una necesidad ... uno de los mejores juegos disponibles para el VIC-20", y Ahoy! declaró que la versión VIC-20 "todavía tiene mi voto para el mejor de todos ... Los gráficos son excelentes".

## Juego competitivo
El 17 de julio de 2011, Keith Swanson estableció un nuevo récord mundial de Gorf de 1,129,660 puntos, reconocido por Twin Galaxies. Su juego abarcó 826 misiones en 6.5 horas. Swanson es la primera persona en anotar un millón de puntos en configuraciones de 3 naves. El récord mundial anterior fue establecido por John McCann en 2009 con una puntuación de 943,580.